# Ekkaia
Ekkaia es un mar ficticio del legendarium del escritor británico J. R. R. Tolkien. En élfico significa «Mar circundante». Desde su origen, hasta el final de la Segunda Edad del Sol tras el cambio del mundo con el hundimiento de Númenor, se creyó que los continentes de Arda estaban rodeados por Ekkaia.
Así pues, Ekkaia era un océano que se parecía a un enorme río que discurría alrededor de los límites más lejanos de Arda, desde las Puertas de la Noche, al oeste de las Tierras Imperecederas, y las Puertas de la Mañana en el este, luego hacia el sur a través de las desconocidas regiones meridionales hasta regresar a su comienzo en el oeste. Después del Cambio del Mundo en la Segunda Edad del Sol y la retirada de las Tierras Imperecederas de Arda, Ekkaia adquirió nueva forma y sus aguas se mezclaron con las del resto de los mares.